# Маяк Нью-Дандженесс
Маяк Нью-Дандженесс (англ. New Dungeness Light) — маяк, расположенный на косе Данженесс на территории Национального парка Дандженесс, к северу от города Секим, округ Клаллам, штат Вашингтон, США. Построен в 1857 году. Автоматизирован в 1976 году.

## История
Навигация в проливе Хуан-де-Фука была опасной из-за косы Дандженесс, которая была причиной множества кораблекрушений. Потому маяк в этом месте был построен одним из первых в штате: старше маяка Нью-Дандженесс в штате Вашингтон только маяк Кейп-Дисаппойнтмент. Уже в 1854 году Конгресс США выделил 39 000$ на строительство маяков на острове  Татуш и на косе Дандженесс. 14 декабря 1857 года маяк был введён в эксплуатацию. Как и маяк Кейп-Флеттери, он был построен по проекту архитектора Эмми Янга и представлял собой двухэтажный каменный дуплекс, построенный из серовато-желтого песчаника с башней, возвышающейся над скатной крышей. Коническая кирпичная башня высотой 28 метров была покрашена необычным образом. Нижняя половина башни была выкрашена в белый цвет, верхняя половина — в тёмно-синий, а комната с фонарём ― в ярко-красный. В 1873 году противотуманный колокол был заменён на паровой сигнал. В 1905 году был построен новый дом смотрителя. 7 апреля 1861 года маяк пострадал от землетрясения. В башне образовались структурные трещины, потому верхние 9 метров башни пришлось разобрать в 1927 году. В 1933 году маяк был электрифицирован. В 1976 году Береговая охрана США автоматизировала маяк и вместо линзы Френеля была установлена современная оптика. 
30 ноября 1993 года маяк был включён в Национальный реестр исторических мест.